# عرقة (الرياض)
عرقة، هي مركز من فئة (أ) وتقع في إمارة مدينة الرياض، والتابعة لمنطقة الرياض في السعودية. وتبعد عرقة عن إمارة الرياض بمسافة تقارب () كم.